# Втрати 104-го десантно-штурмового полку
У статті наведено подробиці поіменних втрат 104-го десантно-штурмового полку Збройних сил РФ у різних військових конфліктах. Полк був залучений у Першій, Другій чеченських кампаніях, у війні з Грузією у 2008 році.
У 2014 році підрозділи полку брали участь у військових операціях в ході збройної агресії РФ проти України. У 2022 році полк бере участь у російському вторгненні в Україну з 24 лютого, та був присутній, зокрема, у Бучі.

## Перша російсько-чеченська війна
| п/п | Прізвище, ім'я, по батькові                                           | Звання, посада   | Дата народження | Дата смерті | Місце смерті |
| --- | --------------------------------------------------------------------- | ---------------- | --------------- | ----------- | ------------ |
| 1.  | Балабан Віталій Вікторович (рос. Балабан Виталий Викторович)          | молодший сержант | 27.07.1975      | 21.12.1994  | Алхан-Юрт    |
| 2.  | Бульба Сергій Анатолійович (рос. Бульба Сергей Анатольевич)           | лейтенант        | 1972            | 22.12.1994  | Алхан-Юрт    |
| 3.  | Захаров В'ячеслав Станіславович (рос. Захаров Вячеслав Станиславович) | рядовий          | 29.06.1976      | 22.12.1994  | Алхан-Юрт    |

## Друга російсько-чеченська війна
| п/п | Прізвище, ім'я, по батькові                                            | Звання, посада    | Дата народження | Дата смерті | Місце смерті            |
| --- | ---------------------------------------------------------------------- | ----------------- | --------------- | ----------- | ----------------------- |
| 1.  | Молодов Сергій Георгієвич (рос. Молодов Сергей Георгиевич)             | майор             | 15.04.1965      | 29.02.2000  | Шатойський район, Чечня |
| 2.  | Медведєв Сергій Юрійович (рос. Медведев Сергей Юрьевич)                | старший сержант   | 18.09.1976      | 29.02.2000  | Шатойський район, Чечня |
| 3.  | Євтюхін Марк Миколайович (рос. Евтюхин Марк Николаевич)                | підполковник      | 01.05.1964      | 01.03.2000  | Шатойський район, Чечня |
| 4.  | Доставалов Олександр Васильович (рос. Доставалов Александр Васильевич) | майор             | 17.07.1963      | 01.03.2000  | Шатойський район, Чечня |
| 5.  | Кожем'якін Дмитро Сергійович (рос. Кожемякин Дмитрий Сергеевич)        | лейтенант         | 30.04.1977      | 01.03.2000  | Шатойський район, Чечня |
| 6.  | Соколов Роман Володимирович (рос. Соколов Роман Владимирович)          | лейтенант         | 16.02.1972      | 01.03.2000  | Шатойський район, Чечня |
| 7.  | Комягін Олександр Валерійович (рос. Комягин Александр Валерьевич)      | сержант           | 30.09.1977      | 01.03.2000  | Шатойський район, Чечня |
| 8.  | Рязанцев Олександр Миколайович (рос. Рязанцев Александр Николаевич)    | лейтенант         | 14.06.1977      | 01.03.2000  | Шатойський район, Чечня |
| 9.  | Панов Андрій Олександрович (рос. Панов Андрей Александрович)           | старший лейтенант | 25.02.1974      | 01.03.2000  | Шатойський район, Чечня |
| 10. | Гердт Олександр Олександрович (рос. Гердт Александр Александрович)     | єфрейтор          | 11.02.1981      | 01.03.2000  | Шатойський район, Чечня |
| 11. | Васильов Сергій Володимирович (рос. Василёв Сергей Владимирович)       | молодший сержант  | 27.04.1980      | 01.03.2000  | Шатойський район, Чечня |
| 12. | Колгатін Олександр Михайлович (рос. Колгатин Александр Михайлович)     | старший лейтенант | 16.07.1975      | 01.03.2000  | Шатойський район, Чечня |
| 13. | Духін Владислав Анатолійович (рос. Духин Владислав Анатольевич)        | молодший сержант  | 26.03.1980      | 01.03.2000  | Шатойський район, Чечня |
| 14. | Єрмаков Олег Вікторович (рос. Ермаков Олег Викторович)                 | лейтенант         | 26.04.1976      | 01.03.2000  | Шатойський район, Чечня |
| 15. | Рассказа Олексій Васильович (рос. Рассказа Алексей Васильевич)         | рядовой           | 31.05.1980      | 01.03.2000  | Шатойський район, Чечня |
| 16. | Ніщенко Олексій Сергійович (рос. Нищенко Алексей Сергеевич)            | рядовий           | 02.07.1981      | 01.03.2000  | Шатойський район, Чечня |
| 17. | Арансон Андрій Володимирович (рос. Арансон Андрей Владимирович)        | старший сержант   | 30.06.1979      | 01.03.2000  | Шатойський район, Чечня |
| 18. | Кобзєв Олександр Дмитрович (рос. Кобзев Александр Дмитриевич)          | рядовий           | 05.03.1981      | 01.03.2000  | Шатойський район, Чечня |
| 19. | Тимашов Денис Володимирович (рос. Тимашов Денис Владимирович)          | молодший сержант  | 02.07.1980      | 01.03.2000  | Шатойський район, Чечня |
| 20. | Бадредтінов Дмитро Мансурович (рос. Бадредтинов Дмитрий Мансурович)    | рядовий           | 23.05.1980      | 01.03.2000  | Шатойський район, Чечня |
| 21. | Сокованов Василь Миколайович (рос. Сокованов Василий Николаевич)       | єфрейтор          | 28.11.1976      | 01.03.2000  | Шатойський район, Чечня |
| 22. | Стребін Денис Сергійович (рос. Стребин Денис Сергеевич)                | молодший мержант  | 17.08.1980      | 01.03.2000  | Шатойський район, Чечня |
| 23. | Алєксандров Володимир Андрійович (рос. Александров Владимир Андреевич) | рядовий           | 21.03.1980      | 01.03.2000  | Шатойський район, Чечня |
| 24. | Амбетов Микола Камітович (рос. Амбетов Николай Камитович)              | рядовий           | 20.10.1981      | 01.03.2000  | Шатойський район, Чечня |
| 25. | Архіпов Володимир Володимирович (рос. Архипов Владимир Владимирович)   | рядовий           | 27.10.1980      | 01.03.2000  | Шатойський район, Чечня |

## Російсько-грузинська війна (2008)
| п/п | Прізвище, ім'я, по батькові                                  | Звання, посада    | Дата народження | Дата смерті |
| --- | ------------------------------------------------------------ | ----------------- | --------------- | ----------- |
| 1.  | Пуцикін Олексій Вікторович (рос. Пуцыкин Алексей Викторович) | старший лейтенант | 15.11.1980      | 12.08.2008  |
| 2.  | Єгоров Володимир Айварович (рос. Егоров Владимир Айварович)  | старший сержант   |                 | 18.08.2008  |

## Російсько-українська війна
| п/п | Прізвище, ім'я, по батькові                                             | Звання, посада                                                            | Дата народження | Дата смерті   | Місце смерті                    |
| --- | ----------------------------------------------------------------------- | ------------------------------------------------------------------------- | --------------- | ------------- | ------------------------------- |
| 1.  | Осипов Олександр Сергійович (рос. Осипов Александр Сергеевич)           | гвардії сержант                                                           | 15.12.1993      | 20.08.2014    | смт Георгіївка                  |
| 2.  | Ганін Дмитро Олегович (рос. Ганин Дмитрий Олегович)                     |                                                                           | 24.10.1989      | 26.08.2014    | Луганська область               |
| 3.  | Тимошкін Олексій Васильович (рос. Тимошкин Алексей Васильевич)          | старший лейтенант                                                         | 22.10.1987      | 26.08.2014    | Луганська область               |
| 4.  | Цимбалюк Юрій Павлович (рос. Цимбалюк Юрий Павлович)                    |                                                                           | 28.06.1989      | 30.08.2014    | Міжнародний аеропорт «Луганськ» |
| 5.  | Баранов Олександр Васильович (рос. Баранов Александр Васильевич)        |                                                                           | 10.11.1992      | 30.08.2014    | Луганська область               |
| 6.  | Кашин Олександр Андрійович (рос. Кашин Александр Андреевич)             | механік-водій БТРД                                                        | 06.02.2002      | 27.02.2022    | Буча                            |
| 7.  | Ніколаєнков Денис Олексійович (рос. Николаенков Денис Алексеевич)       | рядовой, механік-водій БМД-2                                              | 21.10.2001      | 27.02.2022    | Буча                            |
| 8.  | Мехтієв Тимур Кахірович (рос. Мехтиев Тимур Кахирович)                  | капітан, начальник інженерної служби                                      | 07.01.1989      | 27.02.2022    | Буча                            |
| 9.  | Уляшев Кирило Олександрович (рос. Уляшев Кирилл Александрович)          | єфрейтор                                                                  | 20.07.2001      | 27.02.2022    | Київська область                |
| 10. | Шайкенов Амір Талгатович (рос. Шайкенов Амир Талгатович)                | рядовий, оператор-розвідник розвідроти                                    | 24.05.1998      | 27.02.2022    | Буча                            |
| 11. | Лєвіщев Кирило Сергійович (рос. Левищев Кирилл Сергеевич)               | старший сержант                                                           | 17.02.1991      | 27.02.2022    |                                 |
| 12. | Жидков Валерій Валерійович (рос. Жидков Валерий Валерьевич)             | капітан, командир розвідувальної роти                                     | 15.12.1990      | 27.02.2022    |                                 |
| 13. | Уваров Олексій Олександрович (рос. Уваров Алексей Александрович)        | сержант                                                                   | 03.08.1983      | 27.02.2022    | Буча                            |
| 14. | Шрайнер Олександр Сергійович (рос. Шрайнер Александр Сергеевич)         | єфрейтор                                                                  | 23.05.1994      | 27.02.2022    | Буча                            |
| 15. | Казак Микола Сергійович (рос. Казак Николай Сергеевич)                  | молодший сержант                                                          |                 | 27.02.2022    | Буча                            |
| 16. | Рамазанов Абакар Рамазанович (рос. Рамазанов Абакар Рамазанович)        | старший сержант                                                           | 20.06.1990      | 27.02.2022    | Буча                            |
| 17. | Окружнов Олександр Миколайович (рос. Окружнов Александр Николаевич)     | підполковник, начальник артилерії                                         | 15.05.1979      | 28.02.2022    |                                 |
| 18. | Халатов Наджибула Халатович (рос. Халатов Наджибула Халатович)          | сержант                                                                   | 01.09.1990      | 13.03.2022    | Буча                            |
| 19. | Максименко Олександр Олексійович (рос. Максименко Александр Алексеевич) | єфрейтор                                                                  | 01.11.1998      | 15.03.2022    |                                 |
| 20. | Бурдулі Георгій Володимирович (рос. Бурдули Георгий Владимирович)       | сержант                                                                   |                 | 21.03.2022    |                                 |
| 21. | Цибенко Денис Анатолійович (рос. Цибенко Денис Анатольевич)             | сержант                                                                   | 06.08.1994      | 24.03.2022    | Київська область                |
| 22. | Смирнов Максим Дмитрович (рос. Смирнов Максим Дмитриевич)               |                                                                           | 25.01.2001      | 25.03.2022    | Буча                            |
| 23. | Конюхов Сергій Дмитрович (рос. Конюхов Сергей Дмитриевич)               | рядовий                                                                   | 16.01.2001      | 25.03.2022    | Ірпінь                          |
| 24. | Антонов Ілля Павлович (рос. Антонов Илья Павлович)                      | рядовой                                                                   | 13.03.2002      | 29.03.2022    |                                 |
| 25. | Байрамов Аріфула Алімеджанович (рос. Байрамов Арифула Алимеджанович)    | єфрейтор                                                                  |                 | 29.03.2022    |                                 |
| 26. | Киряков Сергій Сергійович (рос. Кирьяков Сергей Сергеевич)              | старший лейтенант, командир роти                                          |                 | 29.03.2022    | Буча                            |
| 27. | Полютов Олександр Іванович (рос. Полютов Александр Иванович)            | рядовой                                                                   | 12.01.2003      | 29.03.2022    |                                 |
| 28. | Мінгальов Леонід Леонідович (рос. Мингалев Леонид Леонидович)           | молодший сержант                                                          | 05.10.1991      | 29.03.2022    | Буча                            |
| 29. | Кужугет Долаан В'ячеславович (рос. Кужугет Долаан Вячеславович)         | рядовий, строковик                                                        | 23.08.2003      | 23.05.2022    |                                 |
| 30. | Самойленко Антон Михайлович (рос. Самойленко Антон Михайлович)          | старший лейтенант, заступник командира роти з військово-політичної роботи | 01.11.96        | 23.05.2022    |                                 |
| 31. | Досягаєв Олександр Сергійович (рос. Досягаев Александр Сергеевич)       | підполковник, командир батальйону                                         | 4.09.1989       | 25.05.2022    | Василівка                       |
| 32. | Топалов Артем Григорович (рос. Топалов Артём)                           | єфрейтор                                                                  |                 | 28.05.2022    |                                 |
| 33. | Булатов Віктор Васильович (рос. Булатов Виктор Васильевич)              | старший лейтенант, командир взводу                                        | 23.10.1995      | 29.05.2022    |                                 |
| 34. | Стефанов Олександр Іванович (рос. Стефанов Александр Иванович)          | підполковник, командир батальйону                                         | 14.09.1981      | 31.05.2022    | Луганська область               |
| 35. | Любименко Олександр Сергійович (рос. Любименко Александр Сергеевич)     | старший лейтенант, командир взводу                                        | 23.02.1996      | 01.06.2022    |                                 |
| 36. | Можаров Андрій Олександрович (рос. Можаров Андрей Александрович)        | сержант                                                                   | 28.10.1995      | 05.06.2022    |                                 |
| 37. | Захаров Сергій Андрійович (рос. Захаров Сергей)                         | старший лейтенант, заступник командира роти                               | 22.06.1995      | 29.06.2022    |                                 |
| 38. | Гачегов Владислав Ігорович (рос. Гачегов Владислав Игоревич)            | старший лейтенант, командир роти                                          | 30.05.1996      | 06.08.2022    |                                 |
| 39. | Хом'яков Олексій Іванович (рос. Хомяков Алексей Иванович)               | старший сержант                                                           | 08.01.1977      | 25.08.2022    |                                 |
| 40. | Воєнков Ілля Дмитрович (рос. Военков Илья Дмитриевич)                   | старший лейтенант, заступник командира роти з військово-політичної роботи | 28.01.1995      | 30.08.2022    |                                 |
| 41. | Раїзов Жумабай Нурбаєвич (рос. Раизов Жумабай Нурбаевич)                | старший лейтенант, командир роти                                          | 08.03.1996      | 02.09.2022    |                                 |
| 42. | Пєтраков Владислав (рос. Петраков Владислав)                            |                                                                           | 13.10.1996      | 07.09.2022    |                                 |
| 43. | Ржеуський Едуард Едуардович (рос. Ржеусский Эдуард Эдуардович)          | єфрейтор                                                                  | 24.04.1996      | 07.09.2022    |                                 |
| 44. | Достоєвський Борис Володимирович (рос. Достоевский Борис Владимирович)  | рядовий                                                                   | 20.10.2000      | 07.09.2022    |                                 |
| 45. | Зубков Микола Миколайович (рос. Зубков Николай Николаевич)              | молодший сержант                                                          | 20.12.1990      | 25.10.2022    | Херсонська область              |
| 46. | Наумов Олександр Олександрович (рос. Наумов Александр Александрович)    | сержант                                                                   | 21.06.1994      | 01.02.2023    | м. Кремінна                     |
| 47. | Дементьєв Денис Геннадійович (рос. Дементьев Денис Геннадьевич)         | лейтенант, командир взводу                                                | 03.02.1982      | 04.02.2023    |                                 |
| 48. | Міхеєв Сергій Олександрович (рос. Михеев Сергей Александрович)          | рядовий                                                                   | 27.05.1997      | 01.10.2023    |                                 |
| 49. | Давидов Павло Сергійович (рос. Давыдов Павел Сергеевич)                 | майор, командир батальйону                                                |                 | 23.11.2023    |                                 |
| 50. | Гініятов Радік Хакімулович (рос. Гиниятов Радик Хакимуллович)           | рядовий                                                                   | 11.12.1977      | 20.02.2024    |                                 |
| 51. | Жигулін Ігор Олександрович (рос. Жигулин Игорь Александрович)           |                                                                           | 29.12.1972      | 20.03.2024    |                                 |
| 52. | Спиридонов Олександр (рос. Спиридонов Александр)                        | єфрейтор                                                                  | 28.07.1981      | до 24.04.2024 |                                 |
| 53. | Большаков Владислав (рос. Большаков Владислав)                          |                                                                           | 06.02.1991      | до 01.05.2024 |                                 |
| 54. | Цуров Алі Хусейнович (рос. Цуров Али Хусейнович)                        | майор                                                                     | 06.05.1989      | 30.12.2024    | Льгов                           |

## Громадянська війна в Сирії
| п/п | Прізвище, ім'я, по батькові                               | Звання, посада | Дата народження | Дата смерті | Місце смерті            |
| --- | --------------------------------------------------------- | -------------- | --------------- | ----------- | ----------------------- |
| 1.  | Філатов Євген Сергійович (рос. Филатов Евгений Сергеевич) | сержант        | 16.10.1990      | 22.02.2019  | поблизу м. Дайр-ез-Заур |